# Camille Roqueplan

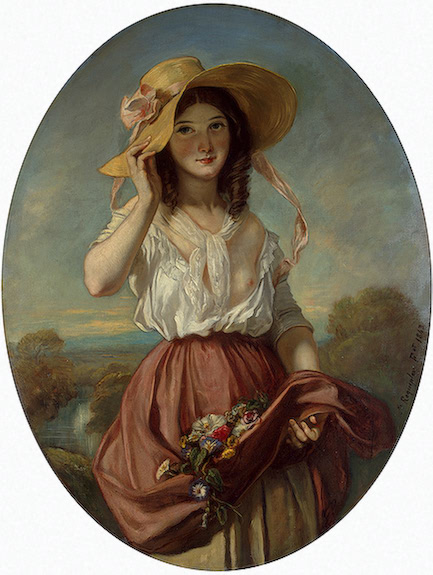
Camille Roqueplan – ”Flicka med blommor” (1843)

Camille Roqueplan, född 18 februari 1803, död 30 september 1855 i Paris, var en fransk målare. Han var elev till Antoine Jean Gros.